# Astragalus tibetanus
Astragalus tibetanus är en ärtväxtart som beskrevs av Aleksandr Andrejevitj Bunge. Astragalus tibetanus ingår i släktet vedlar, och familjen ärtväxter.

## Underarter
Arten delas in i följande underarter:
- A. t. patentipilus
- A. t. tibetanus